# Boissy-Mauvoisin
Boissy-Mauvoisin ist eine Gemeinde im französischen Département Yvelines in der Île-de-France. Sie gehört zum Kanton Bonnières-sur-Seine im Arrondissement Mantes-la-Jolie. Sie grenzt im Norden und im Osten an Perdreauville, im Südosten an Ménerville, im Süden an Neauphlette und im Westen an Bréval. 
Die Bahnstrecke Mantes-la-Jolie–Cherbourg führt durch die Gemeindegemarkung von Boissy-Mauvoisin und durch den Tunnel de Bréval nach Bréval. 

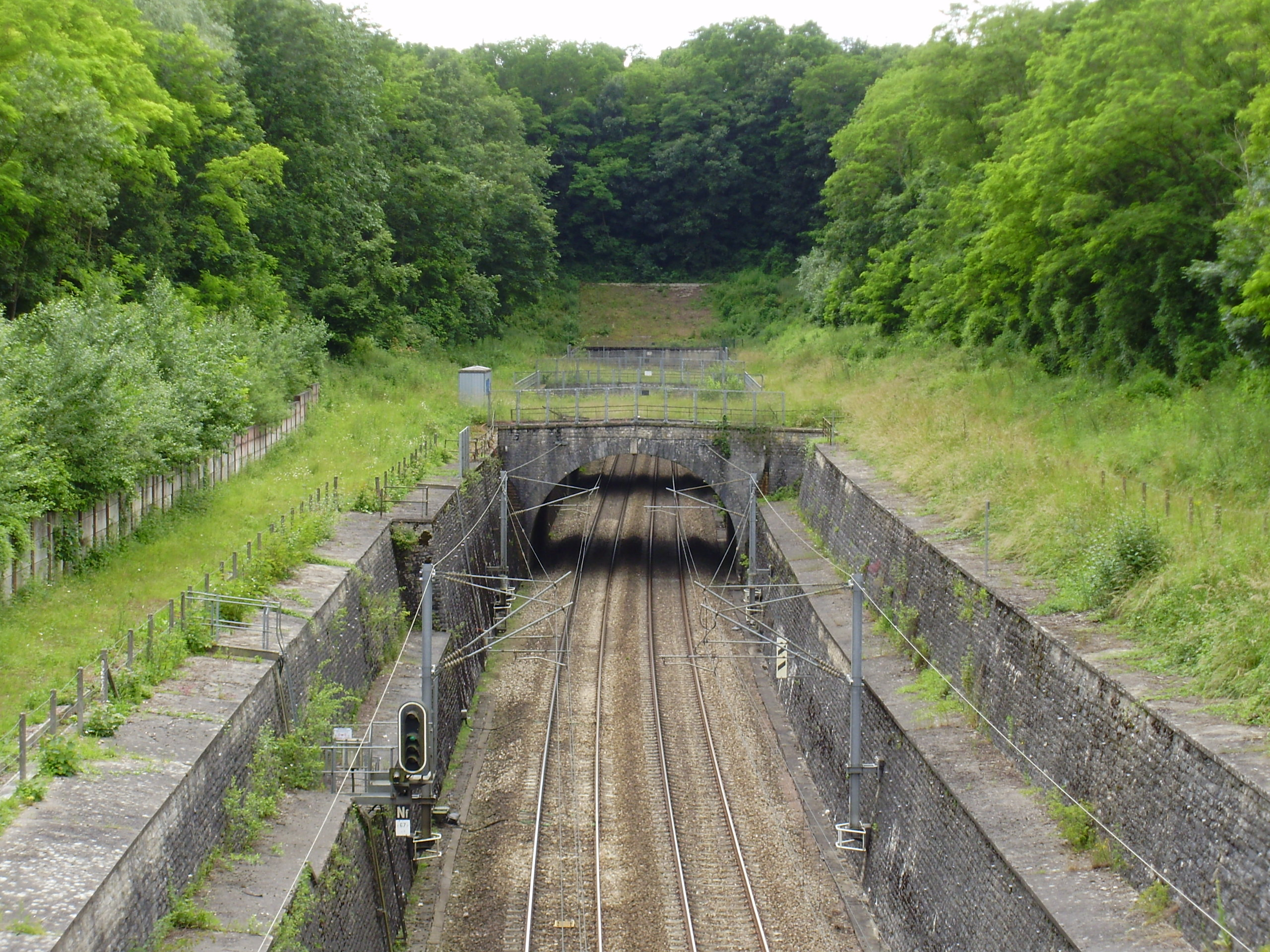
Ostportal des Eisenbahntunnels

## Bevölkerungsentwicklung
| Jahr      | 1962 | 1968 | 1975 | 1982 | 1990 | 1999 | 2008 | 2013 |
| --------- | ---- | ---- | ---- | ---- | ---- | ---- | ---- | ---- |
| Einwohner | 294  | 255  | 309  | 388  | 471  | 526  | 625  | 621  |